# Turn- und Sportverein Giesen von 1911
Il Turn- und Sportverein Giesen von 1911 è una società pallavolistica maschile tedesca con sede a Giesen: milita nel campionato di 1. Bundesliga.

## Storia
Fondato nel 1981, il club milita inizialmente nelle serie minori del campionato tedesco: al termine della stagione 2007-08, grazie al primo posto nel proprio girone in 2. Bundesliga ottiene la promozione in 1. Bundesliga, dove esordisce nell'annata successiva. Tuttavia l'esperienza nella massima divisione dura una sola stagione, con una pronta retrocessione nella serie cadetta.
Nella stagione 2010-11, dopo non aver perso nemmeno una partita, la società di Giesen viene promossa in 1. Bundesliga, ma successivamente rinuncia alla promozione. Ritorna in massima serie, dopo una nuova promozione, nella stagione 2018-19.

## Rosa 2019-2020
| N° | Nome                   | Ruolo | Data di nascita   | Nazionalità sportiva |
| -- | ---------------------- | ----- | ----------------- | -------------------- |
| 1  | Michael Wexter         | O     | 4 luglio 1997     | Stati Uniti          |
| 2  | Ariel Katzenelson      | P     | 9 settembre 1993  | Israele              |
| 5  | Hauke Wagner           | O     | 30 maggio 1987    | Germania             |
| 7  | Magloire Mayaula Nzeza | C     | 6 giugno 1993     | RD del Congo         |
| 8  | Anestīs Dalakouras     | S     | 18 giugno 1993    | Grecia               |
| 10 | Jan Röling             | P     | 15 settembre 1999 | Germania             |
| 11 | David Wieczorek        | S     | 3 gennaio 1996    | Stati Uniti          |
| 12 | Alexander Tusch        | P     | 19 novembre 1992  | Austria              |
| 13 | Robert Schramm         | C     | 16 dicembre 1989  | Germania             |
| 14 | Timon Schippmann       | S     | 6 settembre 1995  | Germania             |
| 15 | Jonathan Moate         | C     | 3 ottobre 1996    | Canada               |
| 16 | Milan Hriňák           | S     | 15 ottobre 1985   | Slovacchia           |
| 18 | Milorad Kapur          | L     | 5 marzo 1991      | Serbia               |